# Michael Gambon
Sir Michael John Gambon, Kt, CBE (Dublin, 19 de outubro de 1940 — Witham, 28 de setembro de 2023)  foi um ator irlandês. É mais conhecido por interpretar Albus Dumbledore a partir do terceiro filme da saga Harry Potter, após a morte de Richard Harris, que interpretou o personagem nos dois primeiros filmes.
Nasceu em Dublin, capital da Irlanda, e emigrou para o Reino Unido em 1945 com cinco anos. Ele estudou em uma escola católica.

## Biografia
Depois de se integrar ao Teatro Nacional Real, sob a Diretoria Artística do Laurence Olivier, Gambon conseguiu vários papéis escritos por Alan Ayckbourn. Sua carreira deslanchou em 1980 quando atuou na peça A Vida de Galileu, de Bertolt Brecht, numa produção do dramaturgo inglês John Dexter.
Desde então Gambon apresentou-se regularmente no Teatro Nacional Real e no Royal Shakespeare Company, em papéis que incluem Rei Lear, Otelo, Macbeth e Coriolano. Foi descrito por Ralph Richardson como “O Grande Gambon” e considerado uma das maiores celebridades teatrais britânicas.
Por suas atuações, recebeu da Rainha Elizabeth II, em 1998, o título de "Sir".
Em 2002 foi escolhido como o sucessor de Richard Harris no papel de Dumbledore, o diretor da escola de Hogwarts, na série cinematográfica Harry Potter. O então sucessor de Richard, Ian McKellen, recusou o papel porque Richard havia o criticado anos antes.

## Vida pessoal
Gambon casou-se com Anne Miller com 22 anos, mas sempre foi reservado sobre sua vida pessoal, respondendo nas entrevistas, quando perguntavam sobre ela: "que esposa?". O casal viveu próximo a Gravesand, Kent, onde ela tinha uma oficina. Eles tiveram um filho, Fergus, o especialista em cerâmica do programa da BBC Antiques Roadshow. Nas honrarias anuais de 1998, Gambon foi considerado Cavaleiro Celibatário por seus "Serviços Teatrais", e no dia 17 de julho de 1998, foi honrado por Carlos, Príncipe de Gales.
Em 2001, durante as filmagens de Gosford Park, Gambon conheceu Philippa Hart, 25 anos mais nova, com quem iniciou um relacionamento. Quando o envolvimento do dois se tornou público Gambon passou a morar com Philippa em Londres, mas continuando a viver parcialmente com Anne. O casal teve dois filhos, o primeiro em fevereiro de 2007 e o segundo em 2009. 
Apesar deste relacionamento continuou a viver parcialmente com Anne, a quem deixou em testamento toda a sua fortuna.
Gambon possuía Brevê e sua paixão por carros o fez aparecer no programa Top Gear em dezembro de 2002. Gambon dirigiu um Suzuki Liana e estava dirigindo tão agressivamente que voou na última curva. Desde então, a última curva do circuito de testes do programa recebeu o nome de Gambon.

### Morte
Gambon morreu no hospital em 28 de setembro de 2023, aos 82 anos, após uma tentativa de tratamento para uma pneumonia.
Michael Gambon supostamente tinha um patrimônio líquido de 20 milhões de dólares no momento de seu falecimento, em setembro de 2023, de acordo com o Celebrity Net Worth. Ele construiu sua riqueza tendo uma carreira próspera no teatro, cinema e televisão. Ele foi um dos atores mais queridos de sua geração e recebeu inúmeras homenagens por suas atuações, incluindo um Tony Award e quatro BAFTA TV Awards.

## Prêmios e indicações
- Melhor Ator pela Academy of Science Fiction, Fantasy & Horror Films em “Toys” (1992)
- Vencedor do BAFTA Awards nos anos 1987, 2000, 2001 e 2002
- Nomeado para o Broadcast Film Critics Association Awards por “The Life Aquatic with Steve Zissou” (2004)
- Ganhador do Broadcasting Press Guild Awards por “The Singing Detective” (1986)
- Indicado ao Emmy Awards por “Path to War” (2002)
- Vencedor do Florida Film Critics Circle Awards por “Gosford Park” (2001)
- Nomeado ao Globo de Ouro de Melhor Ator por “Path to War” (2002)
- Vencedor do SAG Awards de Melhor Elenco por “Gosford Park” (2001)

## Filmografia
- 2019 — Knives Out
- 2019 — Judy
- 2017 — Kingsman: O Círculo Dourado
- 2014 — The Casual Vacancy (minissérie de TV)
- 2012 — O Quarteto
- 2011 — Harry Potter e as Relíquias da Morte: Parte II
- 2010 — Harry Potter e as Relíquias da Morte: Parte I
- 2010 — O Discurso do Rei
- 2010 — O Livro de Eli
- 2010 —  A Christmas Carol
- 2009 — O Fantástico Sr. Raposo
- 2009 — Harry Potter e o Enigma do Príncipe
- 2007 — Harry Potter e a Ordem da Fênix
- 2006 — A Profecia
- 2006 — O Bom Pastor
- 2006 — Amazing Grace[10]
- 2005 — Harry Potter e o Cálice de Fogo
- 2004 — A Vida Marinha com Steve Zissou
- 2004 — Nem Tudo é o que Parece
- 2004 — Capitão Sky e o Mundo de Amanhã
- 2004 — Harry Potter e o Prisioneiro de Azkaban
- 2003 — Sylvia - Paixão Além de Palavras
- 2003 — Pacto de Justiça
- 2003 — Os Atores
- 2002 — Ali G Indahouse
- 2001 — Charlotte Gray
- 2001 — Assassinato em Gosford Park
- 1999 — A Lenda do Cavaleiro sem Cabeça
- 1999 — O Informante
- 1996 — Sansão e Dalila
- 1992 — A Revolta dos Brinquedos
- 1989 — O Cozinheiro, o Ladrão, sua Mulher e o Amante